# Храм Преображения Господня (Спасс)
Храм Преображения Господня в селе Спасс — православный храм Волоколамского благочиния Московской епархии.
Храм расположен в селе Спасс Волоколамского района Московской области. Главный престол освящён в честь праздника Преображения Господня, придел в честь святителя Николая.

## История
Село Спасс с расположенным в нём храмом Преображения Господня является одним из самых древних мест Волоколамского района. Первые упоминания о первой деревянной Спасо-Преображенской церкви относятся к XV веку. В 1669 году, была построена новая, тоже деревянная, церковь. Точная дата сооружения существующего кирпичного здания церкви не установлена. В литературе приводятся две даты: 1770 и 1791 год. Церковь двухпрестольная, с приделом во имя святителя Николая. В первой половине XIX века придел был надстроен. В интерьере церкви настенная масляная живопись середины XIX века. В 1854 году, по проекту архитектора И. С. Бородина, была сооружена колокольня. Территорию храма окружает ограда в кирпичных столбах с башенками и святыми воротами. Чтимая святыня — Тихвинская икона Божией Матери.
В годы советской власти храм оставался действующим.
В 1919—1937 годах в храме служил преподобномученик Сергий (Букашкин, 23 января 1884 — 7 марта 1938).
С 1972 по 1976 год настоятелем был иерей Павел (Шишков, 1931—2018), будущий схиигумен Рафаил.
В настоящее время настоятелем храма является иерей Никита Митякин.

## Описание храма
Храм выполнен в стиле классицизма с мотивами провинциального зодчества. Двусветный четверик церкви надстроен поздним аттиком, над которым поднимается высокая купольная кровля, увенчанная декоративной главкой. С востока к храму примыкает прямоугольный алтарь, с запада — равная церкви по ширине трапезная, соединяющая её с колокольней. Пятиярусная колокольня со шпилем является наиболее яркой частью постройки благодаря сложной форме венчания. Вокруг резонатора звона, несущего купол со шпилем, поставлены четыре малые главки. Декоративное убранство здания сводится к рамочным наличникам вокруг высоких окон с полукруглым верхом.

## Фотогалерея

Храм Преображения Господня
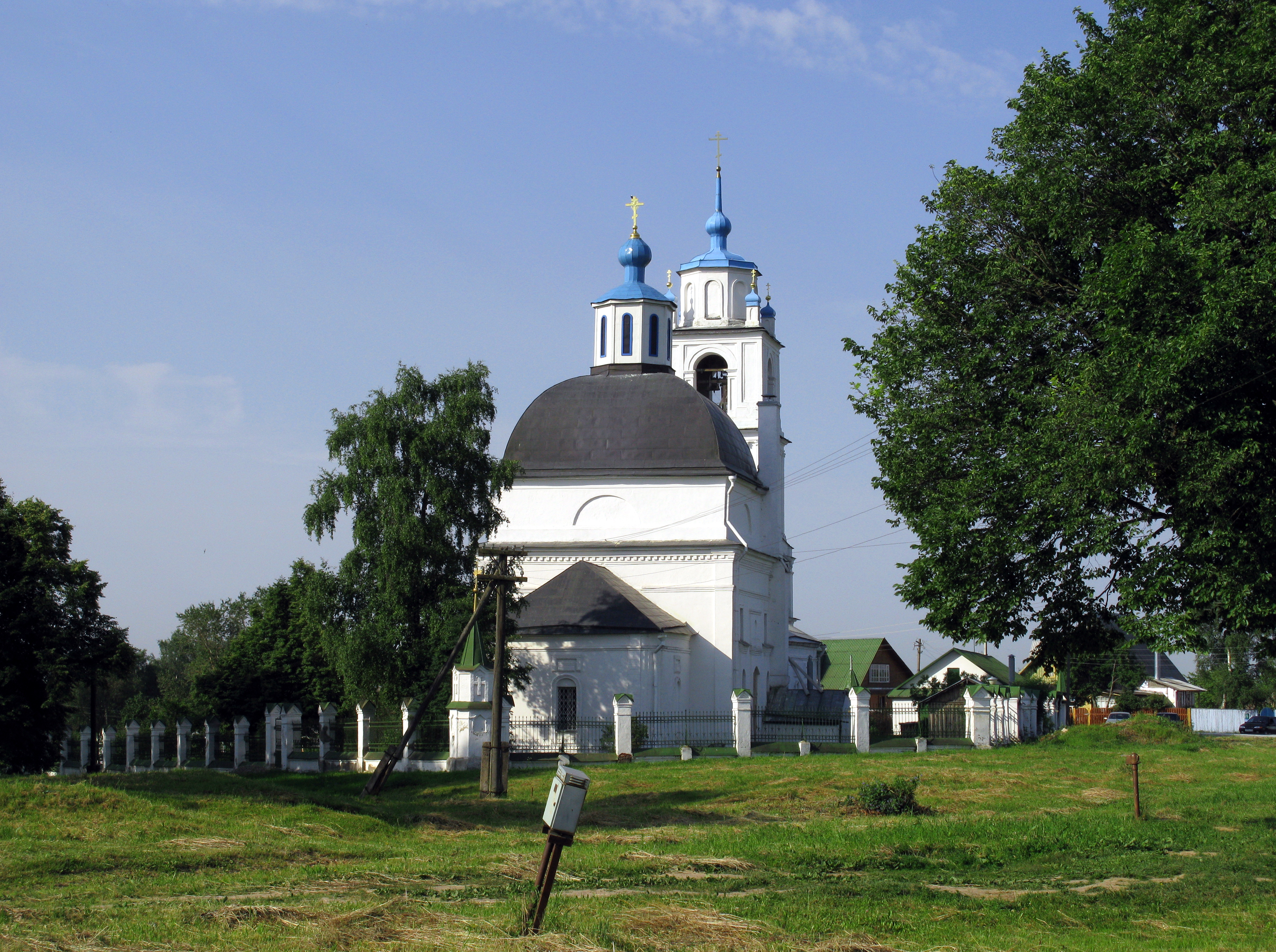
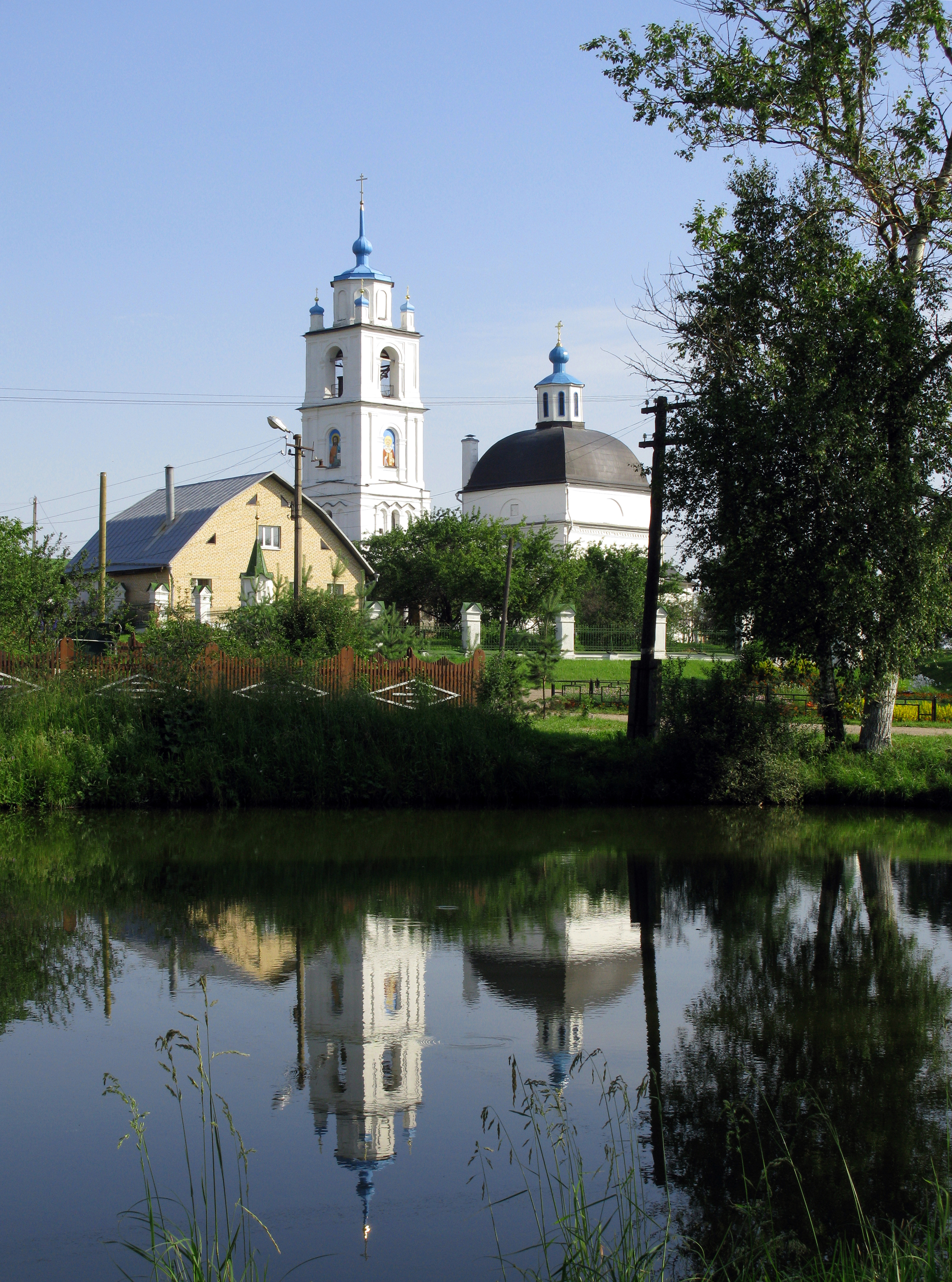
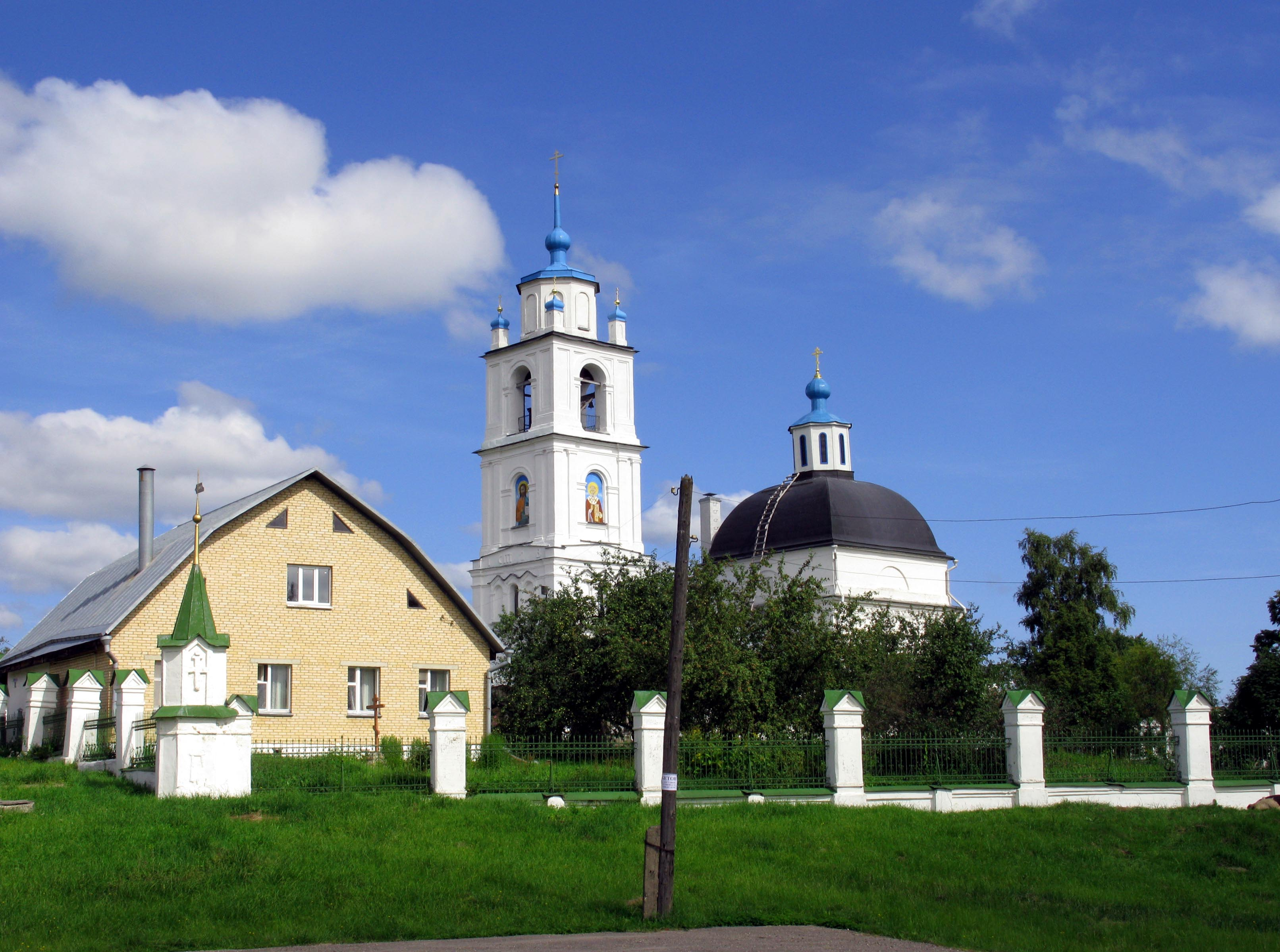